# Ismaíl al-Záfir
Ismaíl b. Abd al-Rahman b. Di-l-Nun (f. 1043 en Toledo), también conocido como Ismaíl al-Záfir, Ismaíl az-Záfir o Ismael az-Záfir o simplemente «Al-Záfir» (el triunfador) fue el primer rey de la Taifa de Toledo —perteneciente a la dinastía Banu Di-l-Nun—. Reinó desde 1032 hasta su muerte en 1043 cuando fue sucedido por su hijo Al-Mamún.

## Biografía
Ismaíl al-Záfir era hijo de Abd al-Rahman ibn Di-l-Nun, gobernador de Santaver, Huete, Uclés y Cuenca.  En 1018, al cumplir la mayoría de edad, su padre le cedió el gobierno de Uclés en su nombre, y más tarde lo envió a Toledo a requerimiento de los toledanos insatisfechos con sus gobernantes, donde Al-Záfir consolidó una nueva taifa en 1032. Su hermana se casó con Yahya al-Muzáffar, rey de la taifa de Zaragoza, con quién fue madre de Múndir II.
Entre las aficiones de Al-Záfir se encontraba la poesía y llegó a escribir varios poemas. Fue un mecenas de las ciencias y el arte, en concreto la literatura; intereses que posteriormente continuaría su hijo Al-Mamún.
Falleció en 1043.
Se duda si Casilda de Toledo, conmemorada el 9 de abril como santa católica, pudo ser su hija o su nieta, que convertida al cristianismo tras una curación milagrosa en las aguas de San Vicente, se retiró como solitaria como eremita cristiana está enterrada en Salinillas de Bureba.